# كاتسوهيتو أسانو
كاتسوهيتو أسانو هو سياسي ياباني، ولد في 19 أبريل 1938 في تويوهاشي في اليابان. نشط حزبياً في الحزب الليبرالي الديمقراطي الياباني. وقد انتخب عضو مجلس المستشارين ‏ (26 يوليو 2004 – 25 يوليو 2010) وانتخب عضو مجلس النواب الياباني ‏.

## وصلات خارجية
- الموقع الرسمي